# Етилер
Етилер (на турски: Etiler) е квартал в европейската част на Истанбул, Турция, в район Бешикташ, близо до бизнес кварталите Левент и Маслак.
Eтилер е известен със своите луксозни кафенета, кръчми, нощни клубове, ресторанти, фитнес зали, фризьорски салони, модни магазини и търговски центрове, като Aкмеркез. Това е любим район сред елита на Истанбул. В квартала има и много вили и частни резиденции.
Името Eтилер е по-старо име на турски за хетите, тъй като в ранните години на турската република е било модерно да се дават имена на древни анадолски цивилизации на новите квартали на Истанбул. Подобен пример е съседният квартал Акатлар, което означава Акадс, друга древна цивилизация от историята на Анадола.

## Пазаруване
Aкмеркез е един от най-известните търговски центрове в Истанбул. Има всички основни модни марки, кафенета и ресторанти. Maядром е по-малък, по-бутиков търговски център. Улица Ниспетийе се счита за основния център на Eтилер, с кафенета, ресторанти и дизайнерски магазини.

## Образование
Истанбулското японско училище се намира в Етилер. Също така, един от кампусите на British International School Istanbul, както и кампус на Tarabya British Schools се намират в Eтилер.
Босфорския университет, който е държавен университет с различни факултети като образование, инженерство и изкуства и науки, също се намира в Етилер. Намира се близо до края на улица Ниспетийе и има забележителна гледка към Босфора, както и към анадолската страна.
Средните училища Hasan Ali Yücel Middleschool и Cumhuriyet Middleschool също се намират в района.

## Транспорт
Метролиния М6 с 4 спирки; Levent, Nispetiye, Etiler & Boğaziçi Üni/Hisarüstü свързват Етилер с останалата част от истанбулското метро.
Има автобуси от Кабаташ, Таксим и Шишли до Етилер.